# Edgar Macal
Edgar Macal (Ciudad de Guatemala, Guatemala, Guatemala; 5 de diciembre de 1990) es un futbolista guatemalteco. Juega de Mediocampista Ofensivo y actualmente juega en el Deportivo Achuapa  de la Liga Nacional de Guatemala.

## Clubes
| Club         | País      | Año         |
| ------------ | --------- | ----------- |
| Aurora F. C. | Guatemala | 2014 - 2017 |
| Xelajú MC    | Guatemala | 2017 - 2019 |